# Daïra d'El Karimia
La daïra d'El Karimia est une daïra d'Algérie située dans la wilaya de Chlef et dont le chef-lieu est la ville éponyme de El Karimia.

## Localisation
La daïra d'El Karimia est située au Nord-Ouest de la wilaya de Chlef.

## Communes de la daïra
La daïra d'El Karimia est composée de trois communes : El Karimia,Harchoun et Beni Bouateb.